# 黒い賭博師
『黒い賭博師』（くろいとばくし）1965年8月1日に公開された日本の映画である。監督は中平康。主演は小林旭。日活制作。

## 概要
東京に戻った氷室は、国際賭博組織マルコム一味と出くわし、マルコムの卑怯なやり方に屈さず一味と対決する黒い賭博師シリーズ第6弾。

## キャスト
- 氷室浩次： 小林旭
- 玲子：冨士真奈美（冨士眞奈美）
- 時子：横山道代（横山通乃）
- 姉小路：益田喜頓
- 楊の部下： 深江章喜
- チョンボ ：野呂圭介
- 北川：天坊準
- ニーナ：シェリー・ヘレン
- マリオ： ペドロ・フェルナンデス
- マルコムの配下：ゴードン・ジョンソン
- マルコム： ポール・シューマン
- 賭場を仕切る代貸：柳瀬志郎
- 楊の部下：晴海勇三
- 一六：榎木兵衛
- ボクシングを観戦する女：吉野久子
- 賭場を仕切る親分： 峰三平
- サイコロ賭博の船員： 黒田剛、木島一郎
- マルコムを連行しに来たパトカーの警官 ：白井鋭
- サイコロ賭博の船員 ： 瀬山孝司
- ホテルのボーイ： 浜口竜哉
- 賭場の男 ：押見史郎
- 高速道路係員：桂小かん
- 大使秘書官：ロー・ムーラー
- フレッド・ブラウン
- マルコムの配下： ザイ・ノウラー
- ポース・チャーリー
- 白人夫婦：A・モロウス、S・モロウス
- マルコムの配下： ブラウン・ガンター
- ピーター： ピーター・マクレン
- 刺青 ： 戸波志朗
- 振付： 漆沢政子
- 技斗：渡井嘉久雄(渡井嘉久夫)
- 犬丸：小池朝雄
- 高倉：玉川伊佐男
- 花田： 谷村昌彦
- 列車の乗客： 加藤芳郎
- モルクムの楊： 高橋昌也

## スタッフ
- 監督 ： 中平康
- 脚本： 小川英、中西隆三
- 企画 ： 児井英生
- 音楽： 伊部晴美